# August Coppola
August Floyd Coppola (16 de febrer de 1934 - 27 d'octubre de 2009) va ser un acadèmic, autor, executiu de cinema i defensor de les arts estatunidenc. Era germà del director Francis Ford Coppola i de l'actriu Talia Shire, i pare de l'actor Nicolas Cage, del DJ de ràdio Marc Coppola i del director Christopher Coppola.

## Primers anys i família
August Coppola era fill del compositor i flautista Carmine Coppola (1910–1991) i Italia Pennino Coppola (1912–2004), lletrista i matriarca de la família Coppola. Els seus germans eren el director de cinema Francis Ford Coppola i l'actriu Talia Shire; el seu oncle era el compositor Anton Coppola.

## Educació i treball
Coppola va rebre el seu títol de llicenciatura a la UCLA i el seu títol de postgrau a la Universitat Hofstra, on va fer la seva tesi Ernest Hemingway: The Problem of In Our Time que es va publicar el 1956. Coppola es va doctorar a l'Occidental College el 1960.
Va ensenyar literatura comparada a Cal State Long Beach als anys 60 i 70 i va exercir com a administrador del sistema de la Universitat Estatal de Califòrnia abans de traslladar-se a San Francisco el 1984. Després va exercir com a Degà d'Arts Creatives a la Universitat Estatal de San Francisco. En aquest paper, Coppola es va guanyar la reputació de ser un defensor de les arts al campus i a la comunitat, i per promoure la diversitat dins del cos d'estudiants de l'escola d'arts.
Coppola també va treballar al cinema, com molts altres membres de la seva família. Va ser executiu a l'estudi de cinema American Zoetrope del seu germà, on va estar involucrat en la resurrecció de la pel·lícula muda Napoléon d’Abel Gance de 1927. Va ser el fundador i president de la Comissió d'Arts de Cinema i Vídeo de San Francisco, i va formar part del jurat del 36è Festival Internacional de Cinema de Berlín el 1986. A més, Coppola va ser president i director general d'Education First!, una organització que busca suport d'estudis de Hollywood per a programes educatius.
Coppola també va treballar com a defensor de l'apreciació de l'art entre els discapacitats visuals. Se'l reconeix com el creador de l'Cúpula tàctil, una característica del museu Exploratorium de San Francisco. La cúpula és un laberint sense llum que requereix que els visitants passin utilitzant només el seu sentit del tacte. El 1972 Coppola va obrir el taller d'AudioVision amb el seu col·lega Gregory Frazier, que va utilitzar el procés de Frazier de descripcions de pel·lícules en gravació d'àudio i accions teatrals en benefici del públic amb discapacitat visual.
Coppola va ser l'autor de la novel·la romàntica The Intimacy (1978).

## Vida personal
Coppola es va casar amb la ballarina germanoamericana Joy Vogelsang (1935–2021) el 1960; han tingut tres fills: Marc, Christopher, i Nicolas. Entre les seves nebodes i els nebots hi han la directora Sofia Coppola i l'actor Jason Schwartzman.
Coppola i Vogelsang es van divorciar el 1976. Es va casar amb Marie Thenevin el 16 d'abril de 1981. Aquest matrimoni va acabar el 1986. El seu darrer matrimoni va ser amb Martine Chevallier, una actriu de la Comédie-Française a París.
La llar final de Coppola va ser a Los Angeles, on va morir d'un atac de cor el 27 d'octubre de 2009, als 75 anys.

## Llegat
L’August Coppola Theater del campus de la Universitat Estatal de San Francisco de 150 escons va rebre el nom en honor seu. Francis Ford Coppola li va dedicar el 1983 la seva pel·lícula Rumble Fish.
Nicolas Cage va basar parcialment la seva idea per a la pel·lícula The Sorcerer's Apprentice (2010) i el seu personatge Balthazar en el seu pare August Coppola. Els crèdits de tancament deien "With Memories of Dr. August Coppola".